# Coelorinchus geronimo
Coelorinchus geronimo är en fiskart som beskrevs av Marshall och Iwamoto, 1973. Coelorinchus geronimo ingår i släktet Coelorinchus och familjen skolästfiskar. Inga underarter finns listade i Catalogue of Life.